# Ski Troop Attack
Ski Troop Attack is een Amerikaanse oorlogsfilm uit 1960 onder regie van Roger Corman. 

## Verhaal
Een Amerikaanse skipatrouille moet tijdens de Tweede Wereldoorlog een strategische brug opblazen in Duitsland. Ze krijgen daarbij de assistentie van een Duits meisje. Onderweg doet ze echter een poging om hen te vergiftigen.

## Rolverdeling
| Acteur          | Personage             |
| --------------- | --------------------- |
| Michael Forest  | Luitenant Factor      |
| Frank Wolff     | Sergeant Potter       |
| Wally Campo     | Ed Ciccola            |
| Richard Sinatra | Herman Grammelsbacher |
| James Hoffman   | Duitse skipatrouille  |
| Chan Biggs      | Duitse skipatrouille  |
| Tom Staley      | Duitse skipatrouille  |
| David Mackie    | Duitse skipatrouille  |
| Skeeter Bayer   | Duitse skipatrouille  |
| Wayne Lasher    | Duitse skipatrouille  |
| Sheila Noonan   | Mevrouw Heinsdorf     |